# 国際連合プロジェクトサービス機関
国連プロジェクト・サービス機関（こくれんぷろじぇくとさーびすきかん、英語：United Nations Office for Project Services、略称：UNOPS、通称：ユノップス）は、インフラ建設や、医薬品・医療機器・車両等の物品・サービスの調達と提供をはじめとしたプロジェクトの実施に特化した国連機関として、各国政府機関や他の国際機関より拠出を受け、紛争地や危険地域を中心に世界80カ国以上で年間1,000件以上のプロジェクトを実施している。
本部はデンマーク、コペンハーゲン。駐日事務所は国連大学ビル内。
UNOPSの事業規模総額は毎年10億米ドルを上回っており、80以上の国・地域において事業を実施している。実績の一例としては、アフガニスタンにおける学校建設、ハイチにおける避難所の建設、エボラ出血熱対応のためのリベリアにおける救急車の調達、新型コロナウイルス感染症対応を目的とした緊急支援といったプロジェクトが挙げられる。UNOPSは特に紛争や災害後といった困難な現場において活動を行っていることが特徴的である。
UNOPSは国際連合開発グループ（UNDG: United Nations Development Group） の一機関である。事業の実施にあたっては国際連合開発計画 (UNDP)や国連事務局政治・平和構築局（DPPA)、世界銀行等と連携を図っている。

## 歴史
UNOPSは1973年にUNDP(国際連合開発計画)の一部局(Office for Project Service)として設立された。UNDPのみならず各国政府や他の国際機関からの業務も担うようになり、1995年に新しい国連機関として独立した。

## 財政
UNOPSは国連で唯一の完全独立採算の機関であり、組織本体に対する資金提供（コアファンド）を持たず、プロジェクトごとに予算を獲得する事業運営実施のみで全ての経費を賄っている。独立採算制に関しては規定に基づき運営されている.

## マンデート
UNOPSは特に紛争や災害後といった困難な現場、開発途上国や市場経済移行国において活動している。
2010年12月に開催された国連総会において、「UNOPSは、調達、契約管理、土木工事、インフラ開発、これらに関連する能力開発に関し、国連システムにおける中心的資源である」とUNOPSのマンデートが再確認された。
現国連事務総長アントニオ・グテーレス氏は、UNOPSの高い専門性は、各国政府が持続可能な開発目標や気候変動に関するパリ協定を実現する際に重要な役割を果たすと強調し「イエメン、イラク、ソマリア、コロンビアなどの国々では、UNOPSが他の国際機関に調達やその他専門分野の技術支援を行ったことにより、何百万人もの人々が救援物資を受け取ることが出来、より安全で安定した社会の構築に貢献した。」と述べた。

## 事業サービス
UNOPSは以下の5分野において事業実施支援やアドバイザリーサービス、取引関連サービスを提供している:
- インフラストラクチャー
- 調達
- 事業管理
- 財務管理
- 人材管理

UNOPSのパートナーは、国連システムの機関、計画、基金、国際及び地域金融機関、政府間組織、援助国及び被援助国政府、民間非営利団体、多国政府機関、NGO、各基金、民間セクターと多岐に及ぶ
UNOPSの活動実績の一例としては、パートナーからの依頼に基づき、2016年にUNOPSは3,000km以上の道路、50の学校、74の病院、278の診療所等に関わる建設・設計・改修作業を完了。300万日を上回る雇用を創出。そのために調達・供給した物品・サービスの総額は9億米ドル以上に達する。
2017年、UNOPSは国際援助を目的としたブロックチェーン(分散型台帳技術)の利用のためチームを結成した。
またUNOPSは以下の組織・パートナーシップの運営または法的な管理を担っている。
ヘルス分野：ロールバック・マラリア・パートナーシップ、ストップ結核パートナーシップ、Defeat-NCD Partnership
栄養分野：Scaling Up Nutrition （SUN)
水と衛生：水と衛生の協議会(Water Supply and Sanitation Collaborative Council: WSSCC)
持続可能な都市開発：シティーズ・アライアンス
災害避難民：Platform on Disaster Displacement
さらに、UN-Water事務局の運営も担っている。

## 透明性とアカウンタビリティ（説明責任）
UNOPSはアカウンタビリティ（説明責任）枠組みを設定している。。これは「国際援助透明性イニシアティブ（IATI: International Aid Transparency Initiative）」に準ずる取り組みである。またUNOPSが支援した事業に係る詳細なデータはUNOPSの公式ウェブサイトおよびデータサイト（data.unops.org）にて公開されている。
UNOPSは国際基準（ISO 14001, OHSAS 18001, Global Reporting Initiative Gold, Chartered Institute of Procurement & Supply (CIPS) Gold, International Federation of Consulting Engineers（FIDIC）, PRINCE2）を適用しており、調達においては英国勅許調達供給協会 （CIPS）からGold 認証（持続可能な調達） を4年連続で受けている団体である。